# Écliptique

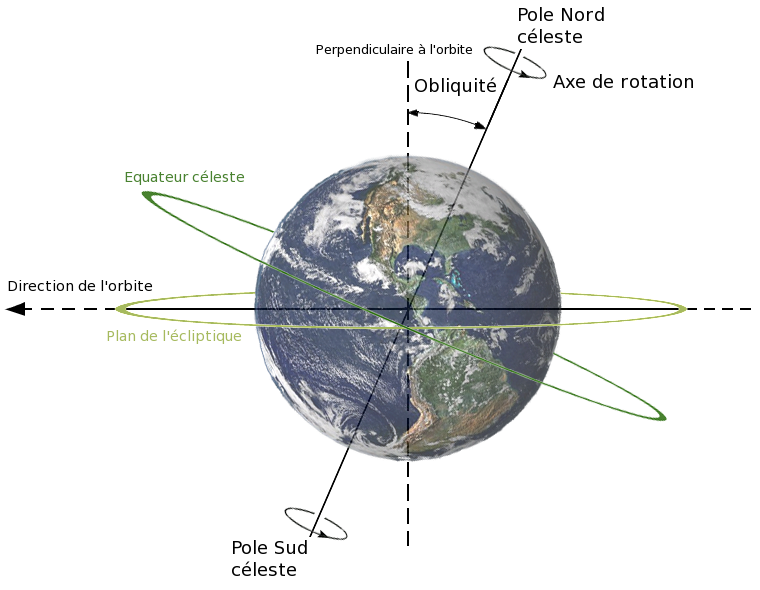
L'écliptique et sa relation avec l'équateur céleste et l'axe de rotation de la Terre.

L'écliptique est le plan dans lequel s’effectue l'orbite de la Terre autour du Soleil, en supposant l’orbite plane (orbite moyenne) et le Soleil immobile.

## Définition
Écliptique est, à l’origine, un adjectif (peu usité hormis pour qualifier le système de coordonnées écliptiques) signifiant « relatif aux éclipses », et qui, par extension, devint vers le IVe siècle un nom définissant : 
- Dans l’Antiquité : le cercle mitoyen du zodiaque ;
- Au XVIIIe siècle : l’orbite terrestre elle-même ;
- Aujourd’hui : le plan de l'orbite du barycentre Terre-Lune autour du Soleil.

Pour des raisons historiques, ce plan est souvent représenté par un cercle (voir ci-contre), auquel cas, ce cercle est dans l’écliptique et représente l’intersection de la sphère céleste avec ce plan. La définition moderne de l’écliptique fait que le terme de « plan de l’écliptique » (bien qu’il ait pu exister au XVIIIe siècle) est un pléonasme : il convient d’utiliser soit « écliptique » (qui est un plan), soit « plan écliptique ».

## Notice historique
Les astronomes anciens, du fait de leur vision géocentrique, définissaient l’écliptique comme le cercle mitoyen du zodiaque :
L’abbé Halma dans son introduction à la Composition mathématique de Claude Ptolémée écrit :
« J'ai partout traduit aussi littéralement que le génie de chacune des deux langues a pu me le permettre. J'ai même été jusqu'à conserver les dénominations de cercle mitoyen du zodiaque pour l'écliptique, que je n'ai ainsi nommée qu'aux endroits où la périphrase de Ptolémée auroit été trop longue; »
La première édition de l’Encyclopédie, acceptant le système de Copernic, définit l’Ḗcliptique comme étant l’orbite terrestre :
Ecliptique, sub. f. se dit plus particulierement d’un cercle ou d’une ligne sur la surface de la sphère du monde, dans laquelle le centre du Soleil paroît avancer par son mouvement propre : ou bien, c’est la ligne que le centre du Soleil paroît décrire dans sa periode annuelle. Voyez Soleil, &c.
Dans le systême de Copernic qui est aujourd’hui presque généralement reçû, le Soleil est immobile au centre du monde : ainsi c’est proprement la terre qui décrit l’écliptique ; mais il revient au même quant aux apparences, que ce soit la Terre ou le Soleil qui la décrive.
L’écliptique se nomme autrement orbite terrestre, ou orbite annuelle, ou grand orbe,… »
Comme adjectif : l'abbé Halma dans son introduction à la Composition mathématique de Claude Ptolémée écrit :
« Comme [les éclipses] de soleil n'arrivent que dans les conjonctions, et que celles de lune ne se font que dans les oppositions, il [Ptolémée] cherche les syzygies moyennes, et ensuite les syzygies vraies par la combinaison des mouvemens périodiques et anomalistiques pour en conclure les syzygies écliptiques. »
Delambre publie en 1817 les Tables écliptiques des Satellites de Jupiter.

## Mécanique céleste
L’écliptique joue un rôle prépondérant en mécanique céleste et particulièrement dans le système de coordonnées écliptiques, dans lequel l'écliptique, en tant que cercle mitoyen du zodiaque, depuis Hipparque, porte la latitude écliptique.

Delambre, dans son discours préliminaire de son Histoire de l'astronomie ancienne :
« Hipparque, après avoir inventé la Trigonométrie, sentit la nécessité de donner aux arcs de l'écliptique pour origine commune , l'intersection vernale , qui était le sommet de tous les triangles qu'il avait à calculer.»
Ce système de coordonnées est particulièrement adapté à l’étude des objets du système solaire. En effet, le disque d’accrétion ayant entraîné la formation de tout le Système solaire a aussi contraint la matière — à l'origine des planètes — à n'occuper qu'un volume restreint : le plan du disque. Il en résulte que les planètes se sont formées dans ce volume restreint et ont, en conséquence, une orbite qui est très peu inclinée relativement à l'écliptique.
L'écliptique est incliné par rapport au plan de l’équateur céleste d’un angle appelé inclinaison de l'écliptique et valant environ 23° 26′ 10″ au 1er janvier 2024 ; cet angle exprime l’inclinaison de l’axe de rotation de la Terre sur elle-même, par rapport à une normale de l’écliptique. Quant au plan orbital de la Lune, son inclinaison varie de 5° 01′ 01″ à 5° 17′ 35″ par rapport à l’écliptique, avec une moyenne de 5° 08′ 48″.
Puisqu’il y a environ 365,24 jours dans une année tropique et 360 degrés dans un cercle, le Soleil semble se déplacer le long de l’écliptique à la vitesse de 59,138 8 minutes par jour soit presque 1 degré par jour. Ce mouvement d’ouest en est est contraire au mouvement apparent d’est en ouest de la sphère céleste.

### Points particuliers de l'écliptique
L'intersection de l’écliptique et du plan de l’équateur céleste est une droite.
Quand ils sont chacun représentés par un cercle (comme sur une sphère armillaire), l'écliptique et l’équateur céleste, se croisent en deux points diamétralement opposés appelés nœuds.

### Équinoxes et solstices

L'écliptique (cercle en noir) coupe l'équateur céleste (cercle en rouge) en deux points. L'un d'eux est le point vernal (en rouge) (position du soleil lors de l'équinoxe de printemps de l'hémisphère nord).

On appelle équinoxes les moments où le Soleil sur la sphère céleste se trouve exactement en l'un de ces nœuds. La ligne des nœuds est alors confondue avec l’axe Soleil-Terre. À ces moments, jour et nuit durent chacun environ douze heures, et ceci en tout point du globe terrestre. L'une de ces deux intersections se nomme point vernal. Il correspond à la position du Soleil, sur la sphère des fixes, lors de l'équinoxe de printemps dans l'hémisphère nord et constitue l'origine de la mesure de la latitude céleste (le zéro). Le point sur l'écliptique qui est le plus au nord de l'équateur céleste s’appelle solstice d’été dans l'hémisphère nord et solstice d'hiver dans l'hémisphère austral.

### Nœuds
Les points où l'orbite d'un astre du Système solaire coupe le plan de l'écliptique s'appellent des nœuds. Dans son mouvement autour de la Terre, laquelle tourne autour du Soleil, la Lune coupe également le plan de l'écliptique en deux nœuds. Si une nouvelle lune ou une pleine lune se produit à l'endroit d'un nœud, il en résulte une éclipse, car dans ce cas Lune, Terre et Soleil sont alignés dans le plan de l'écliptique.